# VSV in het seizoen 1959/60
Het seizoen 1959/1960 was het zesde jaar in het bestaan van de Velsense betaaldvoetbalclub VSV. De club kwam uit in de Eerste divisie B en eindigde daarin op de derde plaats, dit betekende een plek in de nacompetitie voor promotie. Na zes wedstrijden waarin vier punten werden behaald eindigde de club op de laatste plek.

## Wedstrijdstatistieken

### Eerste divisie B
|       | AGOVV | Alkmaar '54 | D.F.C. | DHC   | De Graafschap | Eindhoven | Go Ahead | Helmondia '55 | Heracles | Hermes DVS | Leeuwarden | Limburgia | RBC   | RCH   | SHS   | ZFC   |
| ----- | ----- | ----------- | ------ | ----- | ------------- | --------- | -------- | ------------- | -------- | ---------- | ---------- | --------- | ----- | ----- | ----- | ----- |
| Thuis | 3 – 1 | 1 – 0       | 1 – 3  | 1 – 0 | 1 – 1         | 0 – 0     | 2 – 1    | 5 – 3         | 3 – 0    | 1 – 0      | 5 – 2      | 1 – 1     | 2 – 0 | 4 – 1 | 1 – 5 | 3 – 1 |
| Uit   | 1 – 3 | 1 – 4       | 4 – 0  | 2 – 1 | 0 – 3         | 1 – 2     | 3 – 3    | 0 – 2         | 2 – 1    | 1 – 0      | 3 – 4      | 5 – 0     | 1 – 0 | 1 – 3 | 1 – 4 | 2 – 0 |

### Nacompetitie
| Nacompetitie                                                                                             | VSV                                                                                              | 1 – 2 (0 – 1) | NOAD                                   |
| 26 mei 1960 Plaats: Velsen Schoonenberg Toeschouwers: 9.000 Scheidsrechter: Andries van Leeuwen          | Ger Farenhorst 65'                                                                               |               | 40' Nico de Bruijn 86' Gerrit Wilborts |
| Nacompetitie                                                                                             | Vitesse                                                                                          | 1 – 0 (0 – 0) | VSV                                    |
| 29 mei 1960 Plaats: Arnhem Nieuw-Monnikenhuize Toeschouwers: 13.000 Scheidsrechter: André La Croix       | Bert Theunissen 90'                                                                              |               |                                        |
| Nacompetitie                                                                                             | VSV                                                                                              | 3 – 0 (1 – 0) | D.F.C.                                 |
| 1 juni 1960 Plaats: Velsen Schoonenberg Toeschouwers: 6.000 Scheidsrechter: Wim Beltman                  | Cor van der Heijden 5', 56' Ger Farenhorst 88'                                                   |               |                                        |
| Nacompetitie                                                                                             | D.F.C.                                                                                           | 5 – 0 (1 – 0) | VSV                                    |
| 6 juni 1960 Plaats: Dordrecht Krommedijk Toeschouwers: 6.500 Scheidsrechter: André La Croix              | Wim de Kreek 36', 47', 58', 77' Koos Schaap 76'                                                  |               |                                        |
| Nacompetitie                                                                                             | NOAD                                                                                             | 6 – 1 (3 – 0) | VSV                                    |
| 12 juni 1960 Plaats: Velsen Gemeentelijk Sportpark Toeschouwers: 7.000 Scheidsrechter: Huib van den Berg | Piet Ebbing 1' Johnny van der Velde 6', 53' Jan Rombout 24' Tini van Osch 80' Nico de Bruijn 82' |               | 70' Ger Farenhorst                     |
| Nacompetitie                                                                                             | VSV                                                                                              | 1 – 1 (0 – 0) | Vitesse                                |
| 19 juni 1960 Plaats: Velsen Schoonenberg Toeschouwers: 7.000 Scheidsrechter: Janus Aalbrecht             | Cor Brom 75'                                                                                     |               | 83' Leo de Kleermaeker                 |

## Statistieken VSV 1959/1960

### Eindstand VSV in de Nederlandse Eerste divisie B 1959 / 1960
| Stand | Gespeeld | Gewonnen | Gelijk | Verloren | Punten | Doelpunten voor | Doelpunten tegen |
| ----- | -------- | -------- | ------ | -------- | ------ | --------------- | ---------------- |
| 3e    | 32       | 19       | 4      | 9        | 42     | 64              | 47               |

### Topscorers
| #      | Naam               | Goal |
| ------ | ------------------ | ---- |
| 1.     | Ger Farenhorst     | 17   |
| 2.     | Cor van der Hijden | 10   |
| 3.     | Cor Brom           | 8    |
| 4.     | Gerry van Dolder   | 7    |
| 5.     | Henny van Deursen  | 6    |
| 5.     | Arno Uniken        | 6    |
| 7.     | Jan Brederveld     | 4    |
| 7.     | Jaap Malestein     | 4    |
| 9.     | Nico Geerlofs      | 1    |
| 9.     | Rinus Spaans       | 1    |
| Totaal | Totaal             | 64   |

| #      | Naam               | Goal |
| ------ | ------------------ | ---- |
| 1.     | Ger Farenhorst     | 3    |
| 2.     | Cor van der Hijden | 2    |
| 3.     | Cor Brom           | 1    |
| Totaal | Totaal             | 6    |